# Northumberland (Nuevo Hampshire)
Northumberland es un pueblo ubicado en el condado de Coös en el estado estadounidense de Nuevo Hampshire. En el Censo de 2010 tenía una población de 2.288 habitantes y una densidad poblacional de 24,21 personas por km².

## Geografía
Northumberland se encuentra ubicado en las coordenadas 44°34′7″N 71°31′9″O / 44.56861, -71.51917. Según la Oficina del Censo de los Estados Unidos, Northumberland tiene una superficie total de 94.51 km², de la cual 92.5 km² corresponden a tierra firme y (2.13%) 2.02 km² es agua.

## Demografía
Según el censo de 2010, había 2.288 personas residiendo en Northumberland. La densidad de población era de 24,21 hab./km². De los 2.288 habitantes, Northumberland estaba compuesto por el 98.51% blancos, el 0.13% eran afroamericanos, el 0.09% eran amerindios, el 0.13% eran asiáticos, el 0% eran isleños del Pacífico, el 0.17% eran de otras razas y el 0.96% pertenecían a dos o más razas. Del total de la población el 0.66% eran hispanos o latinos de cualquier raza.